# Freziera subintegrifolia
Freziera subintegrifolia är en tvåhjärtbladig växtart som först beskrevs av Henry Hurd Rusby, och fick sitt nu gällande namn av Clarence Emmeren Kobuski. Freziera subintegrifolia ingår i släktet Freziera och familjen Pentaphylacaceae. Inga underarter finns listade i Catalogue of Life.